# Wspólnota administracyjna Wörth an der Donau
Wspólnota administracyjna Wörth an der Donau – wspólnota administracyjna (niem. Verwaltungsgemeinschaft) w Niemczech, w kraju związkowym Bawaria, w rejencji Górny Palatynat, w regionie Ratyzbona, w powiecie Ratyzbona. Siedziba wspólnoty znajduje się w mieście Wörth an der Donau, a jej przewodniczącym jest Anton Rothfischer.
Wspólnota administracyjna zrzesza jedną gminę miejską (Stadt) oraz jedną gminę wiejską (Gemeinde): 
- Brennberg, 1 913 mieszkańców, 30,77 km²
- Wörth an der Donau, miasto, 4 446 mieszkańców, 52,